# Пламенные младенцы

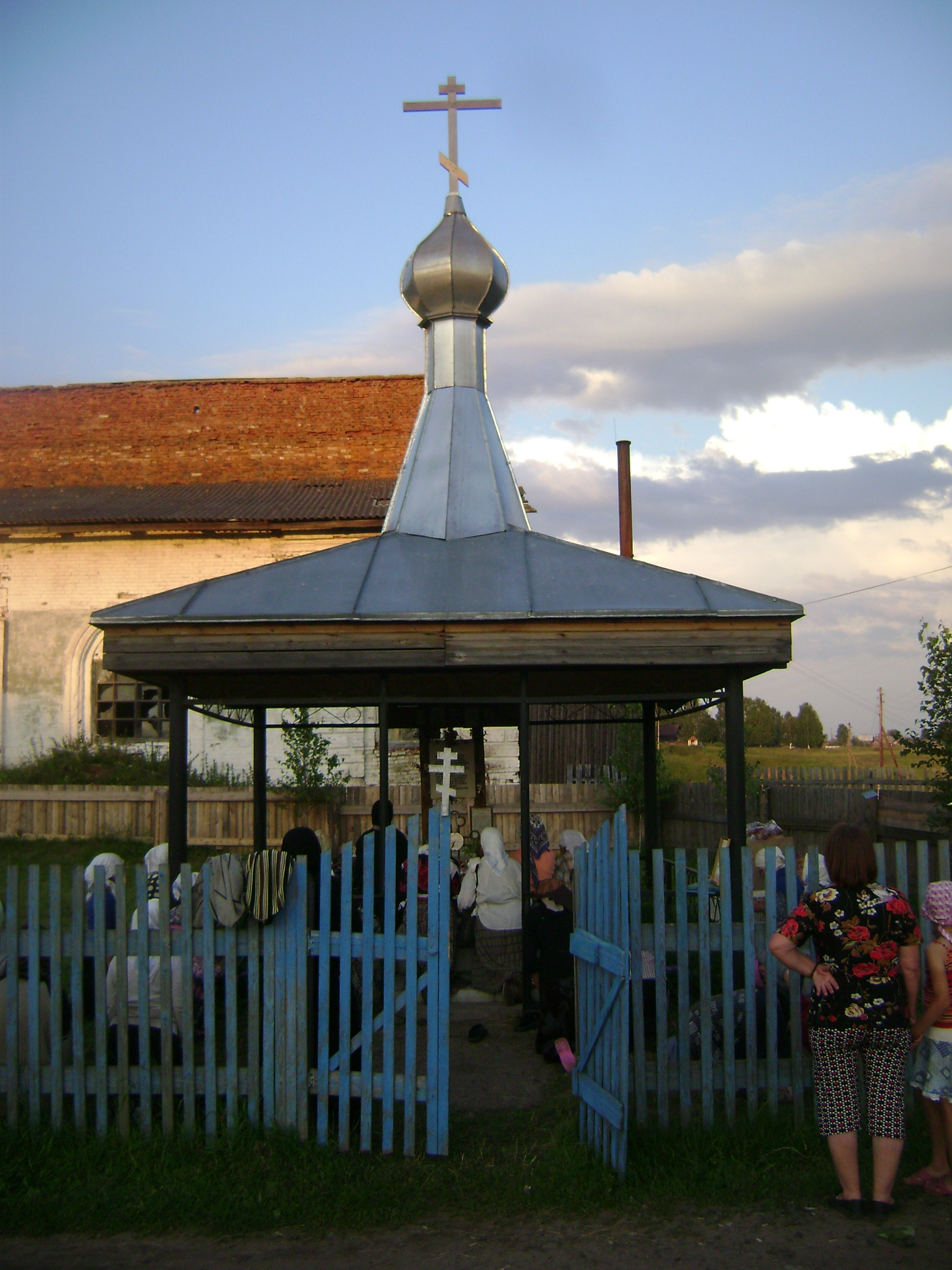
Часовня над могилой Пламенных младенцев в Климковке

«Пламенные младенцы» — братья Дмитрий, Илья и Василий Воронины, крестьянские дети, уроженцы Вятской губернии, сожжённые в печи своим умалишённым отцом в 1883 году. Вскоре после гибели мальчиков среди населения губернии стало распространяться их религиозное почитание. Место сожжения младенцев и их захоронение сделались объектами паломничества, продолжающегося по настоящее время.

## История сожжения
Крестьянская семья Егора и Марины Ворониных проживала в Большом Подгорновском починке села Елёво Слободского уезда Вятской губернии, в 17 км от Климковского завода. У них было шестеро детей в возрасте от двенадцати до двух лет: Кирилл, Григорий, Мария, Дмитрий, Илья и Василий. 2 (15) февраля 1883 года Егор Воронин, оставшись в избе с тремя младшими сыновьями, растопил печь и бросил туда детей, по некоторым данным, предварительно зарубив их топором. Вернувшейся домой жене он объявил: «Теперь нам будет жить полегче — у нас сейчас семья маленькая».
Полвека спустя, его сын, пенсионер Григорий Воронин, рассказал об этом преступлении следующее:
Пламенные младенцы, которых население считает святыми, являются моими родными братьями. Сожжение их произошло 2 февраля 1883 года. В то время мне было 10 лет, а сожжённым Дмитрию — 7 лет, Илье — 4 года и Василию — 2 года. Отец наш жил бедно, подрабатывал на лошади, возил дрова. Перед сожжением месяца за два он захворал, у него заболели глаза, и работать не мог. Когда у нас стал на исходе хлеб, мать послала меня и Кирилла сбирать [милостыню] в Климковку. 2 февраля мать приехала за мной на лошади в Климковку, а отец с тремя маленькими сыновьями и дочерью 9 лет остался дома. Оказывается, когда сестра Мария ушла из дома с коровой на водопой, отец потопил вторично печь и сбросал в неё оставшихся дома троих ребят, которые все там сгорели. Когда сестра Мария вернулась домой, то застала их в печке обуглившихся, почерневших. Отец тогда же запер дверь в сени, чтобы она никуда не убежала и сказал ей, что он ей ничего не сделает. Когда я с матерью приехал домой, то мы застали только один пепел. Были созваны соседи, отец связан и отослан впоследствии в Вятку, где он и помер через полгода от душевного расстройства, не дождавшись суда. Мы сразу же тогда уехали из деревни Подгорновской в завод Климковку, где и живём по сие время. Пепел и остатки костей от сгоревших ребят тогда были собраны в горшок и находились почти год со следственным материалом. В октябре месяце 1883 года этот пепел был послан в Климковку, где и был похоронен заводоуправлением в церковной ограде...

## Почитание
По преданию, начало почитанию «Пламенных младенцев» положил священник Спасской церкви в Климковке Алексий Сёмин. Он боялся быстрой езды на лошадях, а однажды лошадь понесла его с угора так сильно, что священник, неожиданно для себя, дал обещание отслужить панихиду по сожжённым детям Ворониных, после чего лошадь усмирилась. Через некоторое время среди населения стало распространяться убеждение, что «младенцы помогают от болезней или помогают находить скот, если им помолиться».
На месте погребения младенцев в Климковке в 1885 году была построена деревянная часовня, служба в которой проводилась местным священником четыре раза в год: в дни именин младенцев и в память дня сожжения их. У избы Ворониных в Подгорновском был в 1910 году поставлен столб с иконой, а в 1918 году на этом месте также соорудили часовню, тоже деревянную. В 1921 или 1922 году рядом с ней выкопали колодец, вода из которого называлась «слезами младенцев». Земля с могилы и вода из колодца считались исцеляющими от болезней. Обе часовни посещались множеством паломников, вереницы которых, пешком и на лошадях, ежедневно прибывали, особенно в летнее время, из дальних уголков Вятской губернии, Северо-Двинской, из Уральского округа и других мест.
Почитавшаяся чудотворной икона «Пламенные младенцы» с образом трёх святых, имена которых носили Дмитрий, Илья и Василий Воронины, вначале находилась в подгорновской часовне, затем была перенесена в Петропавловскую церковь в селе Елёво. В шестидесятые годы икону спасла от сожжения жительница Климковки Анна Шабалина, сохранившая её у себя. В 1994 году племянница умершей Шабалиной передала икону в восстановленный храм Всех Святых в Белой Холунице.
Развитию почитания «Пламенных младенцев» немало способствовала монахиня Виктория (Шутова), служившая псаломщицей в елёвской церкви с 1923 по 1930 годы и имевшая большой авторитет в приходе. В частности, будучи художницей, знакомой с иконописью, она по просьбам паломников делала для них рисунки с изображением Дмитрия, Ильи и Василия, чья внешность была ей описана их сестрой.
В 1929—1930 годах органы власти закрыли и разрушили обе часовни как «гнёзда религиозного суеверия», колодец в Подгорновском был завален. Служители елёвской церкви священник Иван Двоеглазов, псаломщицы Виктория (Шутова) и Зинаида Якимова, пономарь Анна Шабалина были арестованы ОГПУ в августе 1930 года и осуждены по статье 58-11 УК за «антисоветскую деятельность». Среди прочего их обвиняли в том, что они «пропагандировали в массах верующих святости и чудодействия Пламенных младенцев, святого колодца».
Тайные посещения группами паломников мест, связанных с почитанием «Пламенных младенцев», отмечались до семидесятых годов.

### Климковский крестный ход
Возрождением традиции паломничества к «Пламенным младенцам» стал Климковский крестный ход, с 2000 года совершаемый каждое лето.
Крестный ход проводится по благословению епископа Уржумского и Омутнинского. Маршрут шествия пролегает по Белохолуницкому району Кировской области и составляет около 90 км, которые паломники проходят за четыре дня, со 2 по 5 августа. В Ильин день крестный ход выступает из храма Всех Святых в Белой Холунице и следует по лесным и полевым дорогам в Подгорновский. Во главе шествия несут икону «Пламенные младенцы». У восстановленной часовни в Климковке, у Пантелеймонова источника на Манигоре, у полуразрушенной Петропавловской церкви в Елёво и на месте бывшей часовни в Подгорновском крестный ход делает остановки, во время которых служатся панихиды и молебны. Ночи паломники проводят в палатках. Затем крестный ход тем же путём возвращается в Белую Холуницу.
В разные годы в шествии участвовали от 300 до 3 тысяч человек, в том числе паломники, прибывшие из других областей России.
Климковский крестный ход, проводимый в память и назидание о случившейся трагедии, носит выраженный покаянный характер. Многие женщины, участвующие в нём, видят в своём участии возможность вымолить у Бога прощение за совершённый ими аборт, который считают грехом.